# Dorfkirche Etzdorf

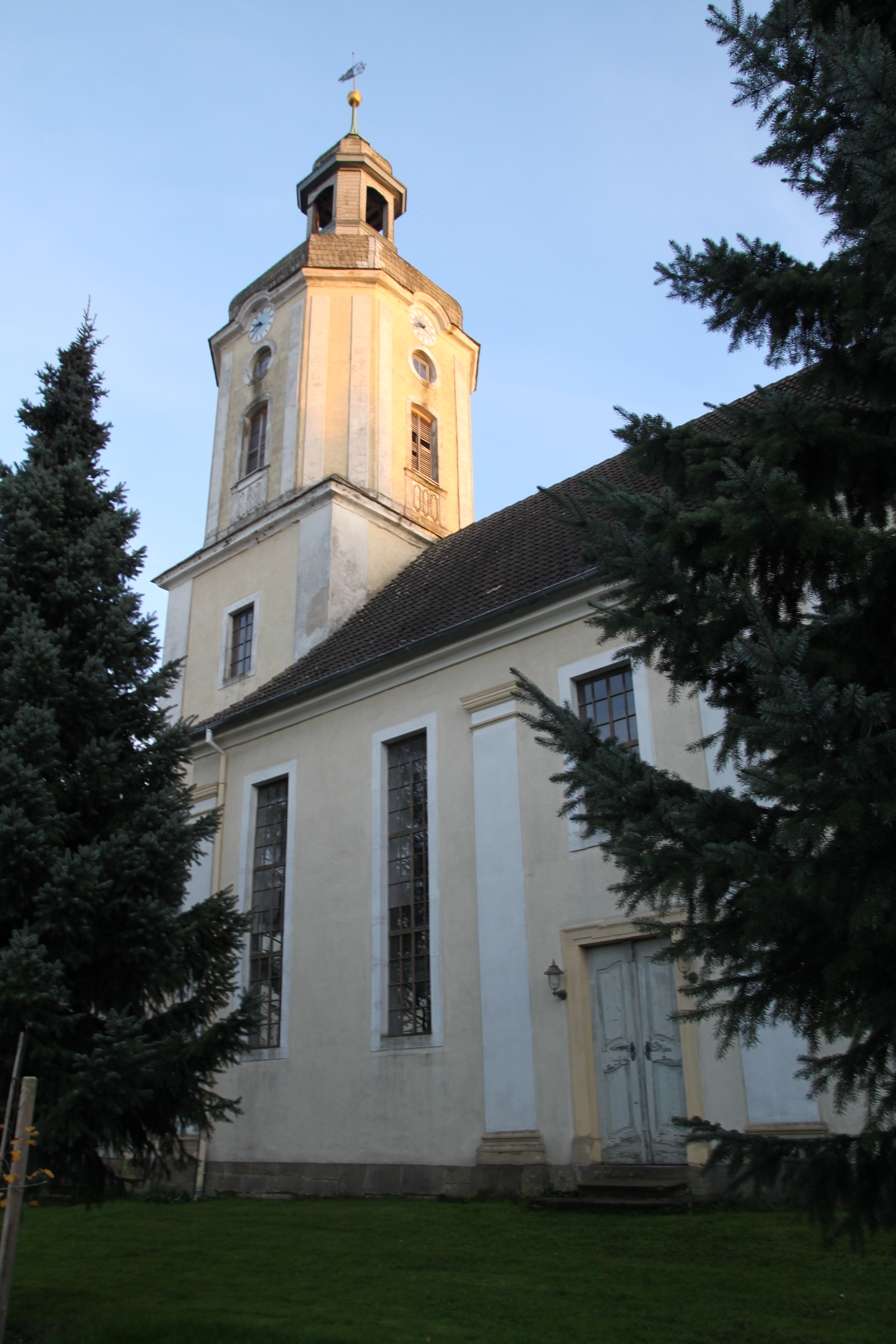
Etzdorf, Kirche

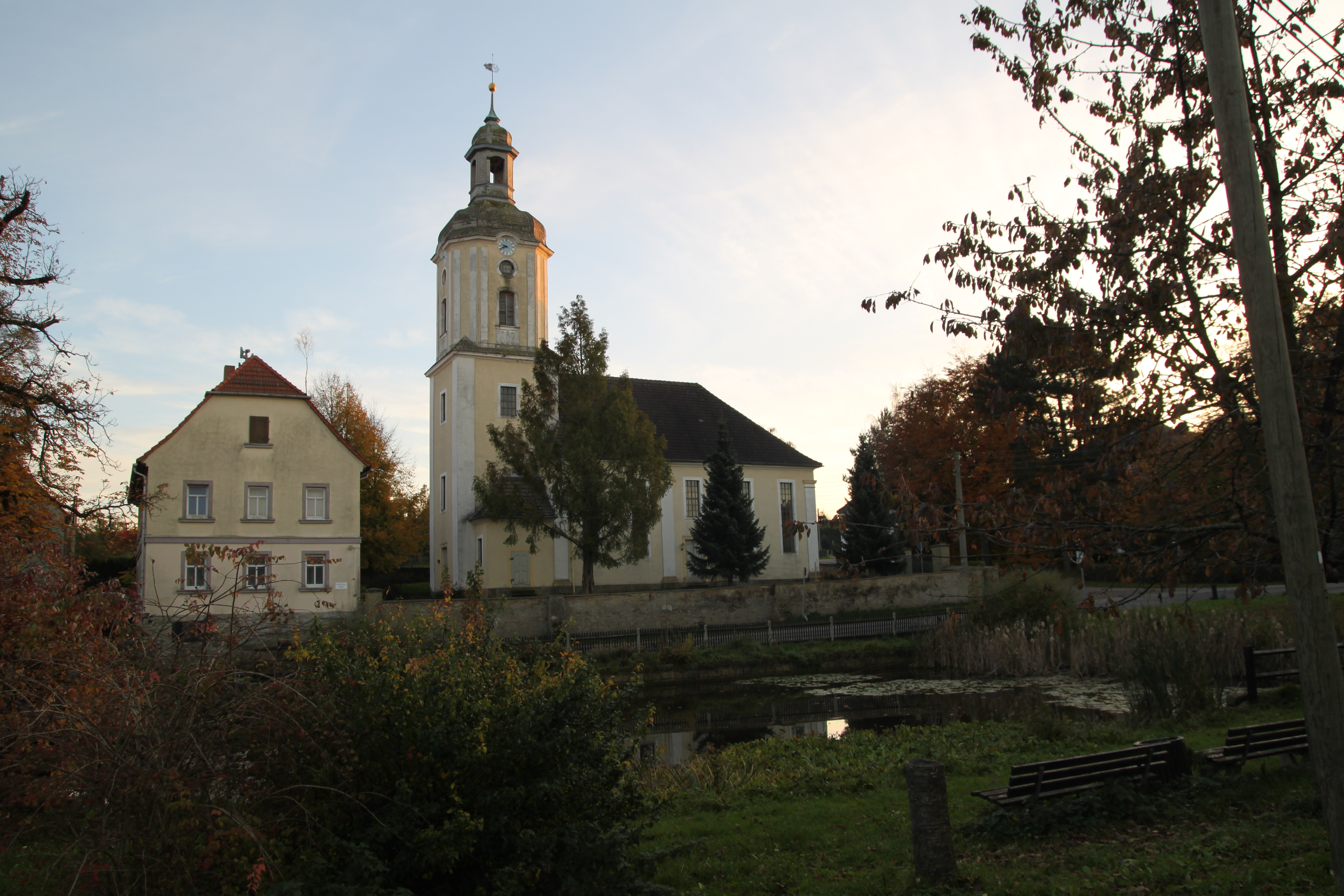
Etzdorf, Gemeindehaus mit Kirche

Die evangelische Dorfkirche Etzdorf steht im Ortsteil Etzdorf der Gemeinde Heideland im Saale-Holzland-Kreis in Thüringen. Sie gehört zum Pfarrbereich Eisenberg-Crossen im Kirchenkreis Eisenberg der Evangelischen Kirche in Mitteldeutschland.

## Lage
Die Dorfkirche liegt zentral im Ort an der Dorfstraße auf einer höher gelegenen Ebene zwischen Elster- und Saaletal.

## Geschichte
Ursprünglich stand an dieser Stelle eine kleine gotische Kirche aus dem 14. Jahrhundert.
1777–1779 wurde die jetzige Kirche im Thüringer Bauernbarock erbaut. Der Rittergutsbesitzer und Patron der Kirche Ludwig Otto von Etzdorf ließ sich dreifach verewigen – in der Turmfahne, am Westportal und an der Herrschaftsloge (FLOVE)
Die Kirche wurde 1980 grundhaft restauriert. In den Jahren nach 1990 erhielt sie ihre barocke Farbgebung.

## Ausstattung
Am Kanzelaltar sind beiderseitig Figuren von Mose und Aaron postiert. Gekrönt wird er vom auferstandenen Christus.
Mit zwei Manualen und 18 Registern wurde die Orgel 1779 von Christian Sigismund Voigt aus Uhlstädt gebaut. 1917 wurden die Pfeifen für Kriegszwecke eingeschmolzen.
Auch die Glocken wurden im Ersten Weltkrieg eingeschmolzen. Sie wurden durch Stahlglocken ersetzt, die seit 1964 elektrisch läuten.